# Поммер, Эрих
Эрих Поммер (нем. Erich Pommer, 20 июля 1889, Хильдесхайм — 8 мая 1966, Лос-Анджелес, штат Калифорния) — немецкий и американский кинопродюсер. Заведующий производством Universum Film AG (1924—1926). Отвечал за съёмки многих известных картин Веймарской республики — «Кабинет доктора Калигари» (1920), «Доктор Мабузе, игрок» (1922), «Нибелунги» (1924), «Последний человек» (1924), «Фауст», «Метрополис» (1927), «Голубой ангел» (1930). Позднее работал в изгнании в США и вернулся в Германию после войны.

## Биография

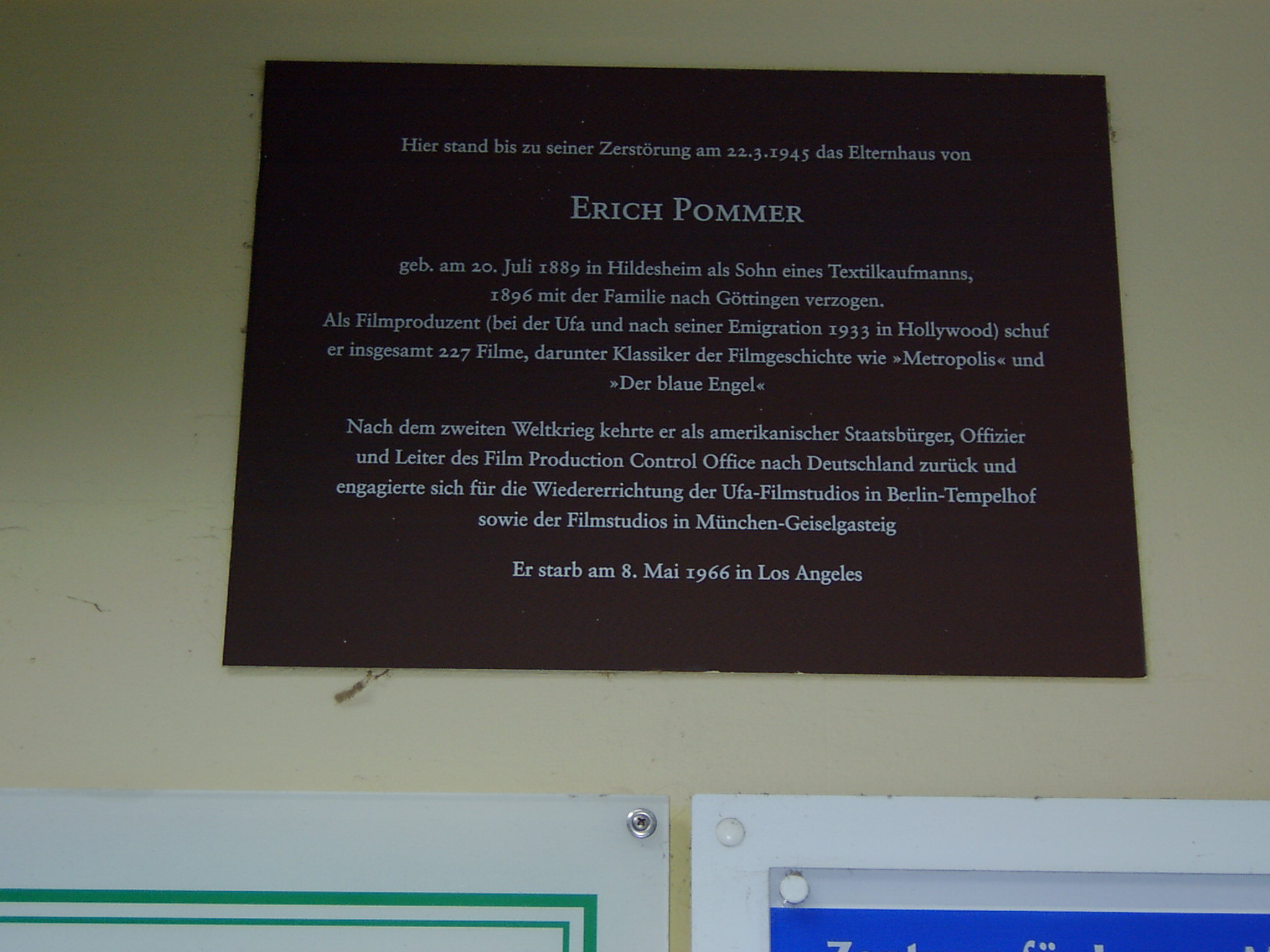
Мемориальная доска на родительском доме в Хильдесхайме

Родился в Хильдесхайме в еврейской семье. Его отец, Густав Поммер, занимался торговлей нижним бельём, мать Анна Поммер (в девичестве Якобсон) была домохозяйкой. В 1896 году семья переехала в Гёттинген, где отец приобрёл консервную фабрику. Эрих Поммер учился в местной гимназии. В 1905 году семья переехала в Берлин.
В 1907 году после практики в магазине мужской одежды Machol & Lewin Поммер начал свою кинокарьеру в немецком отделении компании Gaumont, в 1910 году перейдя в её Венское отделение. В 1912 году завершил службу в армии и стал представителем французской компании Éclair в Вене, где отвечал за Центральную и Восточную Европу. С 1913 года был главным представителем Éclair в Центральной Европе, Дании, Швеции, Норвегии и Польше, проживая в Берлине. В том же году женился на Гертруде Леви.
В Первую мировую войну получил Железный крест 2-го класса. После ранения с 1917 года работал на кинохронике, а затем руководил отделом кино управления цензуры военной администрации в Румынии.
Ещё в 1915 году при финансовой поддержке немецкого представительства Éclair совместно с Фрицем Хольцем основал в Берлине фирму Decla-Film-Gesellschaft-Holz & Co. Производственная программа включала постановки самых разных жанров, в первую очередь приключенческие и детективные фильмы. Её кинопрокатное отделение также приобретало для показа в Германии иностранные картины. В 1919 году Поммер был вынужден объединить свою компанию с Meinert-Film-Gesellschaft, чтобы бороться с конкуренцией со стороны UFA. В этот период были сняты такие зрелищные фильмы, как «Пауки» Фрица Ланга и «Кабинет доктора Калигари» Роберта Вине.
В 1920 году Decla объединилась с German Bioskop AG, в результате Decla Bioskop AG стала второй по величине немецкой кинокомпанией после UFA. Ей принадлежали студийный комплекс в Нойбабельсберге и сеть кинотеатров. Дочерняя компания Uco Film GmbH, учрежденная совместно с издательским домом Ullstein, занималась экранизациями серийных романов с продолжениями, в том числе «Замок Фогелёд» и «Призрак» Фридриха Вильхельма Мурнау, а также «Доктор Мабузе, игрок» Фрица Ланга. Другая дочерняя компания, Russo Film Commandite, учрежденная в октябре 1920 года, сосредоточилась на экранизации произведений русской литературы.
Поммер собрал вокруг себя талантливых режиссёров (Фриц Ланг и Фридрих Вильгельм Мурнау), сценаристов (Теа фон Харбоу и Карл Майер), операторов (Карл Фройнд, Карл Хоффман и Вилли Хамайстер), архитекторов (Вальтер Рериг и Роберт Хертль), а также актрис и актёров. В ноябре 1921 года Decla Bioskop перешла под контроль UFA, хотя и обладала некоторой самостоятельностью.
В начале 1923 года Эрих Поммер вошёл в состав правления Universum Film AG как отвечающий за операции Decla Bioskop. В то же время он стал первым председателем Головной организации кинематографии. В этот период он отвечал за производство многих картин, получивших международное признание — «Последний человек» (1924), «Варьете» (1925), «Фауст» (1926), «Манон Леско» (1926) и др. Высокая стоимость съёмок привела UFA к финансовому кризису. Вследствие огромного перерасхода на фильме «Метрополис» контракт Поммера не был продлён.
С 1926 года он работал в США в компании Paramount , а затем в MGM. В ноябре 1927 года вернулся на UFA в качестве продюсера. В 1930 году под его руководством Джозеф фон Штернберг снял фильм «Голубой ангел» с участием Марлен Дитрих.
После прихода к власти национал-социалистов в марте 1933 года контракт Поммера с UFA был расторгнут из-за его еврейского происхождения. После 1933 года он работал сначала на Fox Film в Париже, а затем в Голливуде. В 1937 году совместно с Чарльзом Лоутоном основал компанию Mayflower Picture Corp., где были сняты три фильма — «Сосуд гнева» (1938) по новелле Уильяма Сомерсета Моэма (единственная режиссёрская работа Поммера), «Переулок святого Мартина» (1938) с Вивьен Ли и «Таверна „Ямайка“» (1939) в постановке Альфреда Хичкока по роману Дафны Дюморье.
В 1939 году подписал контракт с голливудской RKO Pictures для которой произвёл две картины. После серьёзной болезни в 1941 году его контракт с RKO не был продлён. Финансовые трудности вынудили его с женой работать на фарфоровой фабрике. В 1944 году был натурализован в Соединенных Штатах, а в 1946 году вернулся в Германию в качестве главного киноофицера в американской военной администрации и отвечал за реорганизацию немецкой киноиндустрии. В этом качестве в начале 1948 года на основе кодекса Хейса разработал вместе с Хорстом фон Хартлибом (управляющим Союза кинопрокатчиков в Висбадене) и Куртом Эртелем (режиссёром-документалистом, председателем Союза кинопродюсеров земли Гессен) Добровольный самоконтроль киноиндустрии (FSK). В 1949 году подал в отставку и вернулся в США. Попытался запустить фирму Signature Pictures для выпуска немецко-американских фильмов, но потерпел неудачу.
В 1951 году открыл Intercontinental Film GmbH в Мюнхене, выпустив несколько картин. Однако его ограниченные возможности (после ампутации ноги ему пришлось передвигаться на инвалидной коляске) вынудили его вернуться в Калифорнию и закончить карьеру продюсера.
Умер в 1966 году в Лос-Анджелесе.

## Семья
Его брат Альберт Поммер (1886—1946) также был кинопродюсером. Сын — кинопродюсер Джон Эрик Поммер (1916—2014).

## Награды
- 1953 — Немецкий киноприз за фильм «Ночью на улицах».
- 1955 — Премия «Золотой глобус» за лучший фильм за «Дети, матери и генерал».
- 1956 — Гран-при бельгийского Союза кинокритиков (UCC) за «Дети, матери и генерал».